# Brunswick (Vermont)
Brunswick ist eine Town im Essex County im US-Bundesstaat Vermont. Sie hatte bei der letzten Volkszählung im Jahr 2020 insgesamt 88 Einwohner Es ist Teil der Berlin Micropolitan Statistical Area.

## Geografie

### Geografische Lage
Brunswick liegt im Osten des Essex Countys, am Westufer des Connecticut River, etwas südlich der Grenze zu Kanada. Der Nulhegan River durchfließt die Town in nördlicher Richtung, später fließt er in östlicher Richtung und mündet nur wenig nördlich der Grenze der Town in den Connecticut River. Mehrere kleinere Bäche durchfließen die Town, sie münden im Nulhegan oder Connecticut River. Es gibt mehrere Seen auf dem Gebiet der Town, die größten sind der Dennis Pond und der Wheeler Pond. Die Oberfläche ist hügelig, die höchste Erhebung ist der 661 m hohe North Notch Mountain.

### Nachbargemeinden
Alle Entfernungen sind als Luftlinien zwischen den offiziellen Koordinaten der Orte aus der Volkszählung 2010 angegeben.
- Norden: Kanadische Grenze, 31,5 km
- Nordosten: Colebrook, New Hampshire 22,5 km
- Osten: Stratford, New Hampshire, 16,9 km
- Südosten: Strafford, 7,0 km
- Süden: Guildhall, 20,5 km
- Südwesten: Burke, 27,0 km
- Westen: Barton, 41,5 km
- Nordwesten: Brighton, 20,5 km

### Klima
Die mittlere Durchschnittstemperatur in Brunswick  liegt zwischen −11,7 °C (11 °Fahrenheit) im Januar und 18,3 °C (65 °Fahrenheit) im Juli. Damit ist der Ort gegenüber dem langjährigen Mittel der USA um etwa 9 Grad kühler. Die Schneefälle zwischen Mitte Oktober und Mitte Mai liegen mit mehr als zwei Metern etwa doppelt so hoch wie die mittlere Schneehöhe in den USA. Die tägliche Sonnenscheindauer liegt am unteren Rand des Wertespektrums der USA, zwischen September und Mitte Dezember sogar deutlich darunter.

## Geschichte
Brunswick  wurde am 13. Oktober 1761 mit einer Fläche von 14.617 acres (etwa 59 km²) als einer der New Hampshire Grants durch Benning Wentworth gegründet und ab 1780 zögerlich besiedelt. 1791 lebten nur 66 Einwohner in der Town. Der Haupterwerb der Bewohner ist die Landwirtschaft und – in kleinem Umfang – die Viehzucht.
Im Gebiet der Gemeinde liegen sechs Heilquellen mit unterschiedlichen Inhaltsstoffen, die nah beieinander zutage treten. Diese Quellen waren schon unter den ursprünglich hier heimischen Abenaki bekannt und sind ihnen seit den siebziger Jahren überschrieben. Da es sich bei den Quellen um einen heiligen Ort der Indianer handelt, ist eine wirtschaftliche Nutzung nicht vorgesehen.

### Einwohnerentwicklung
| Volkszählungsergebnisse – Town of Brunswick, Vermont | Volkszählungsergebnisse – Town of Brunswick, Vermont | Volkszählungsergebnisse – Town of Brunswick, Vermont | Volkszählungsergebnisse – Town of Brunswick, Vermont | Volkszählungsergebnisse – Town of Brunswick, Vermont | Volkszählungsergebnisse – Town of Brunswick, Vermont | Volkszählungsergebnisse – Town of Brunswick, Vermont | Volkszählungsergebnisse – Town of Brunswick, Vermont | Volkszählungsergebnisse – Town of Brunswick, Vermont | Volkszählungsergebnisse – Town of Brunswick, Vermont | Volkszählungsergebnisse – Town of Brunswick, Vermont |
| Jahr                                                 | 1700                                                 | 1710                                                 | 1720                                                 | 1730                                                 | 1740                                                 | 1750                                                 | 1760                                                 | 1770                                                 | 1780                                                 | 1790                                                 |
| ---------------------------------------------------- | ---------------------------------------------------- | ---------------------------------------------------- | ---------------------------------------------------- | ---------------------------------------------------- | ---------------------------------------------------- | ---------------------------------------------------- | ---------------------------------------------------- | ---------------------------------------------------- | ---------------------------------------------------- | ---------------------------------------------------- |
| Einwohner                                            |                                                      |                                                      |                                                      |                                                      |                                                      |                                                      |                                                      |                                                      |                                                      | 66                                                   |
| Jahr                                                 | 1800                                                 | 1810                                                 | 1820                                                 | 1830                                                 | 1840                                                 | 1850                                                 | 1860                                                 | 1870                                                 | 1880                                                 | 1890                                                 |
| Einwohner                                            | 86                                                   | 143                                                  | 124                                                  | 160                                                  | 130                                                  | 119                                                  | 212                                                  | 221                                                  | 193                                                  | 160                                                  |
| Jahr                                                 | 1900                                                 | 1910                                                 | 1920                                                 | 1930                                                 | 1940                                                 | 1950                                                 | 1960                                                 | 1970                                                 | 1980                                                 | 1990                                                 |
| Einwohner                                            | 166                                                  | 82                                                   | 89                                                   | 73                                                   | 86                                                   | 73                                                   | 62                                                   | 45                                                   | 82                                                   | 92                                                   |
| Jahr                                                 | 2000                                                 | 2010                                                 | 2020                                                 | 2030                                                 | 2040                                                 | 2050                                                 | 2060                                                 | 2070                                                 | 2080                                                 | 2090                                                 |
| Einwohner                                            | 107                                                  | 112                                                  | 88                                                   |                                                      |                                                      |                                                      |                                                      |                                                      |                                                      |                                                      |

## Wirtschaft und Infrastruktur

### Verkehr
In nordsüdlicher Richtung verläuft die Vermont State Route 102 entlang des Connecticut Rivers. Durch den Norden in ostwestlicher Richtung die Vermont State Route 105.

### Park
Ein Teil der Nulhegan Basin Division und auch der Eingang zum Schutzgebiet befindet sich in Brunswick.

### Öffentliche Einrichtungen
Das Northeastern Vermont Regional Hospital in St. Johnsbury ist das nächstgelegene Krankenhaus für die Bewohner der Town.

### Bildung
Brunswick gehört mit Bloomfield, Canaan, Lemington und Norton zur Essex North Supervisory Union.
In Brunswick gibt es keine Schule und keine weiteren infrastrukturellen Einrichtungen.